# Yoron-jima
Cet article concerne une île. Pour la langue qui s'y parle, voir Yoron.
Yoron-jima (与論島) est une île de l'archipel des îles Amami, au Japon. Administrativement, elle appartient au district d'Ōshima dans la préfecture de Kagoshima. L'île abrite le bourg de Yoron.
On y parle le yoron qui fait partie des langues ryukyu.